# Хальпа-де-Мендес (муниципалитет)
Ха́льпа-де-Ме́ндес (исп. Jalpa de Mendez) — муниципалитет в Мексике, в штате Табаско, с административным центром в одноимённом городе. Численность населения, по данным переписи 2020 года, составила 91 185 человек.

## Общие сведения
Название Jalpa с языка науатль можно перевести как: место на песке, а Mendez дано в честь губернатора Табаско, полковника Грегорио Мендеса Маганьи.
Площадь муниципалитета равна 369,6 км², что составляет 1,5 % от общей площади штата, а наиболее высоко расположенное поселение Сантуарио-1 находится на высоте 20 метров.
Он граничит с другими муниципалитетами штата Табаско: на северо-западе с Параисо, на северо-востоке с Сентлой, на востоке с Накахукой, на юге с Кундуаканом, и на западе с Комалькалько.

## Учреждение и состав
Муниципалитет был образован 18 декабря 1883 года, по данным 2020 года в его состав входит 64 населённых пункта, самые крупные из которых:
| Код INEGI                  | Населённый пункт                                                                                 | Численность населения (2005 год) | Численность населения (2010 год) | Численность населения (2020 год) |
| -------------------------- | ------------------------------------------------------------------------------------------------ | -------------------------------- | -------------------------------- | -------------------------------- |
| 010                        | Всего                                                                                            | 72969                            | 83356                            | 91185                            |
| 0001                       | Хальпа-де-Мендес (исп. Jalpa de Mendez) 18°10′37″ с. ш. 93°03′45″ з. д. (административный центр) | 14746                            | 15695                            | 16679                            |
| 0003                       | Аяпа (исп. Ayapa) 18°13′25″ с. ш. 93°06′41″ з. д.                                                | 4952                             | 5640                             | 6377                             |
| 0021                       | Халупа (исп. Jalupa) 18°08′11″ с. ш. 93°02′51″ з. д.                                             | 4425                             | 4800                             | 5622                             |
| 0036                       | Соятако (исп. Soyataco) 18°12′37″ с. ш. 93°04′25″ з. д.                                          | 3254                             | 4046                             | 4463                             |
| 0019                       | Икинуапа (исп. Iquinuapa) 18°11′44″ с. ш. 93°07′14″ з. д.                                        | 2851                             | 2915                             | 3134                             |
| 0005                       | Бенито-Хуарес-2 (исп. Benito Juárez 2da. Sección) 18°09′57″ с. ш. 93°11′39″ з. д.                | 2326                             | 2459                             | 3070                             |
| 0043                       | Висенте-Герреро-1 (исп. Vicente Guerrero 1ra. Sección) 18°07′13″ с. ш. 93°05′34″ з. д.           | 2132                             | 2523                             | 2953                             |
| 0023                       | Мекоакан (исп. Mecoacán) 18°14′15″ с. ш. 93°04′58″ з. д.                                         | 1993                             | 2281                             | 2666                             |
| 0025                       | Николас-Браво (исп. Nicolás Bravo) 18°09′38″ с. ш. 93°04′55″ з. д.                               | 1943                             | 2326                             | 2631                             |
| 0031                       | Эль-Рио (исп. El Río) 18°08′56″ с. ш. 93°03′35″ з. д.                                            | 2281                             | 2566                             | 1835                             |
| —                          | Прочие                                                                                           | 32066                            | 38105                            | 41755                            |
| Названия на карте Генштаба |                                                                                                  |                                  |                                  |                                  |

## Экономическая деятельность
По статистическим данным 2000 года, работоспособное население занято по секторам экономики в следующих пропорциях:
- сельское хозяйство, животноводство и рыбная ловля — 31,4 %;
- промышленность и строительство — 18,7 %;
- торговля, сферы услуг и туризма — 46,9 %;
- безработные — 3 %.

## Инфраструктура
По статистическим данным 2020 года, инфраструктура развита следующим образом:
- электрификация: 99,4 %;
- водоснабжение: 69,7 %;
- водоотведение: 97 %.

## Фотографии

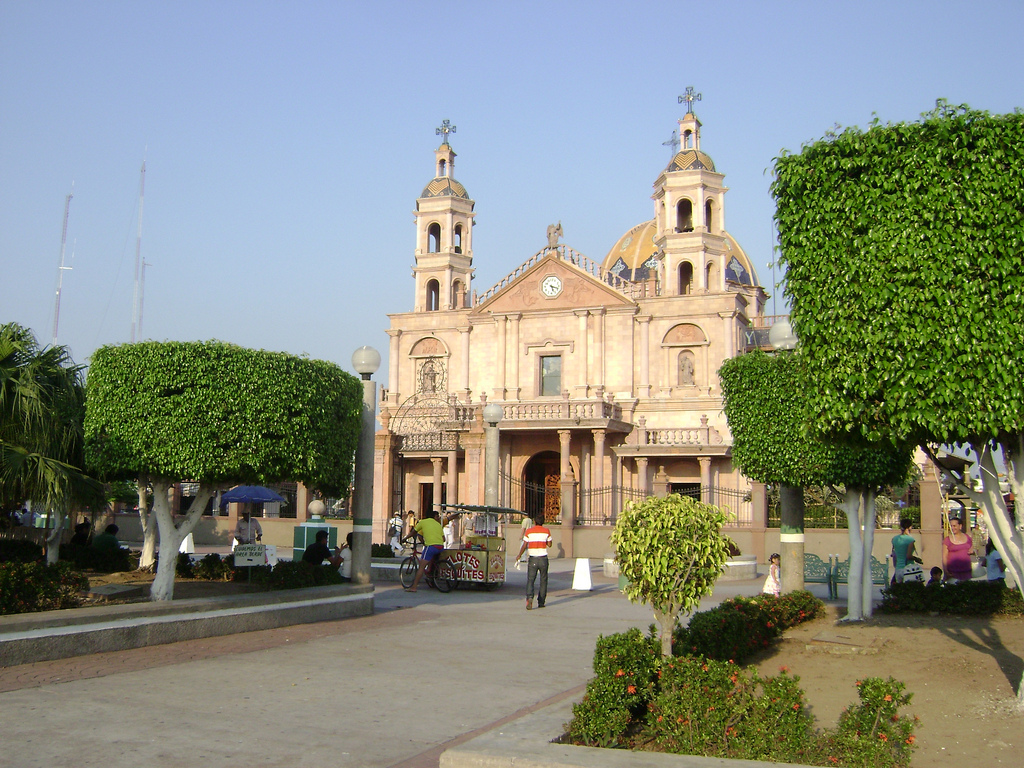
Церковь Франциска Азисского в Хальпа-де-Мендесе
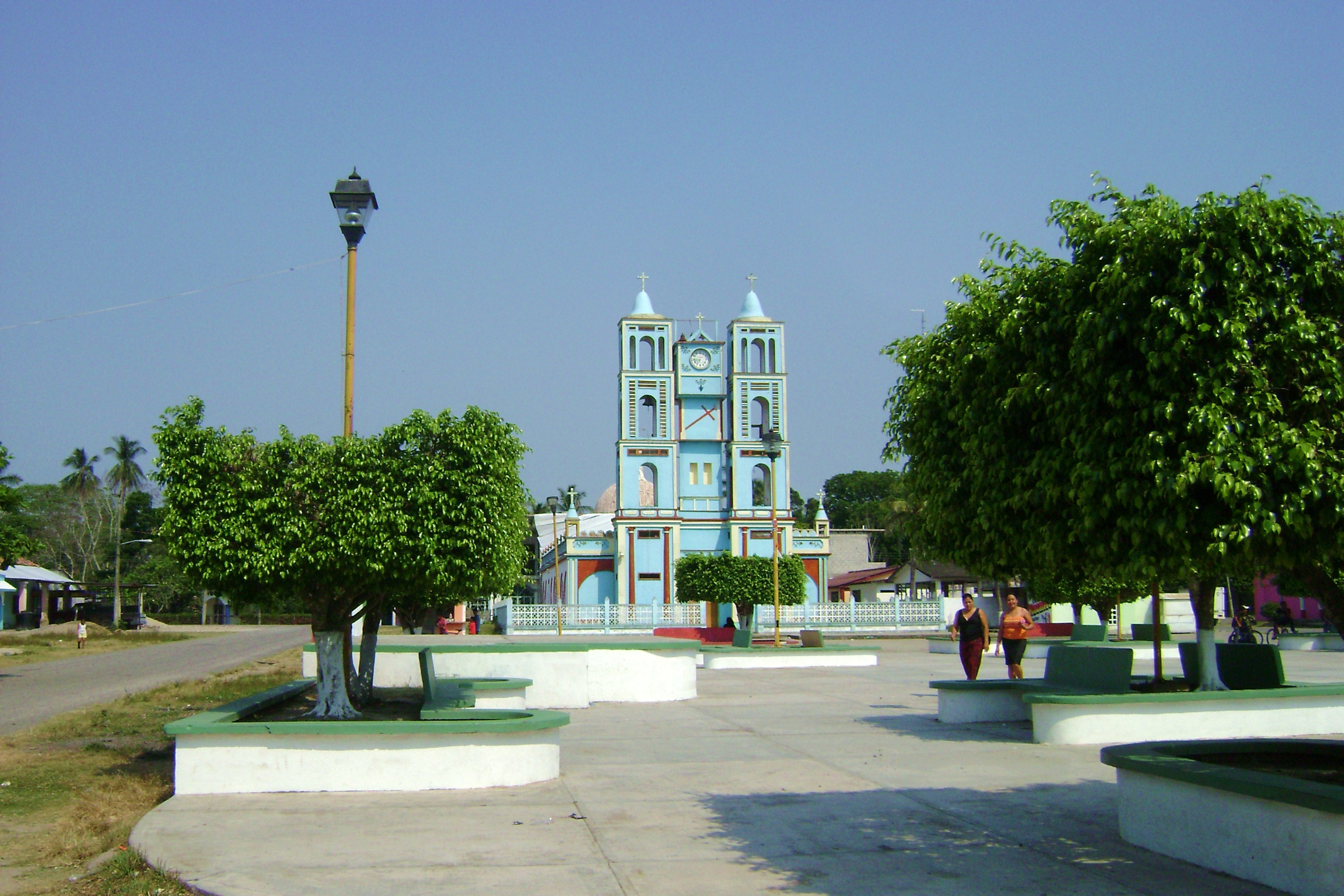
Церковь Апостола Матфея в Мекоакане
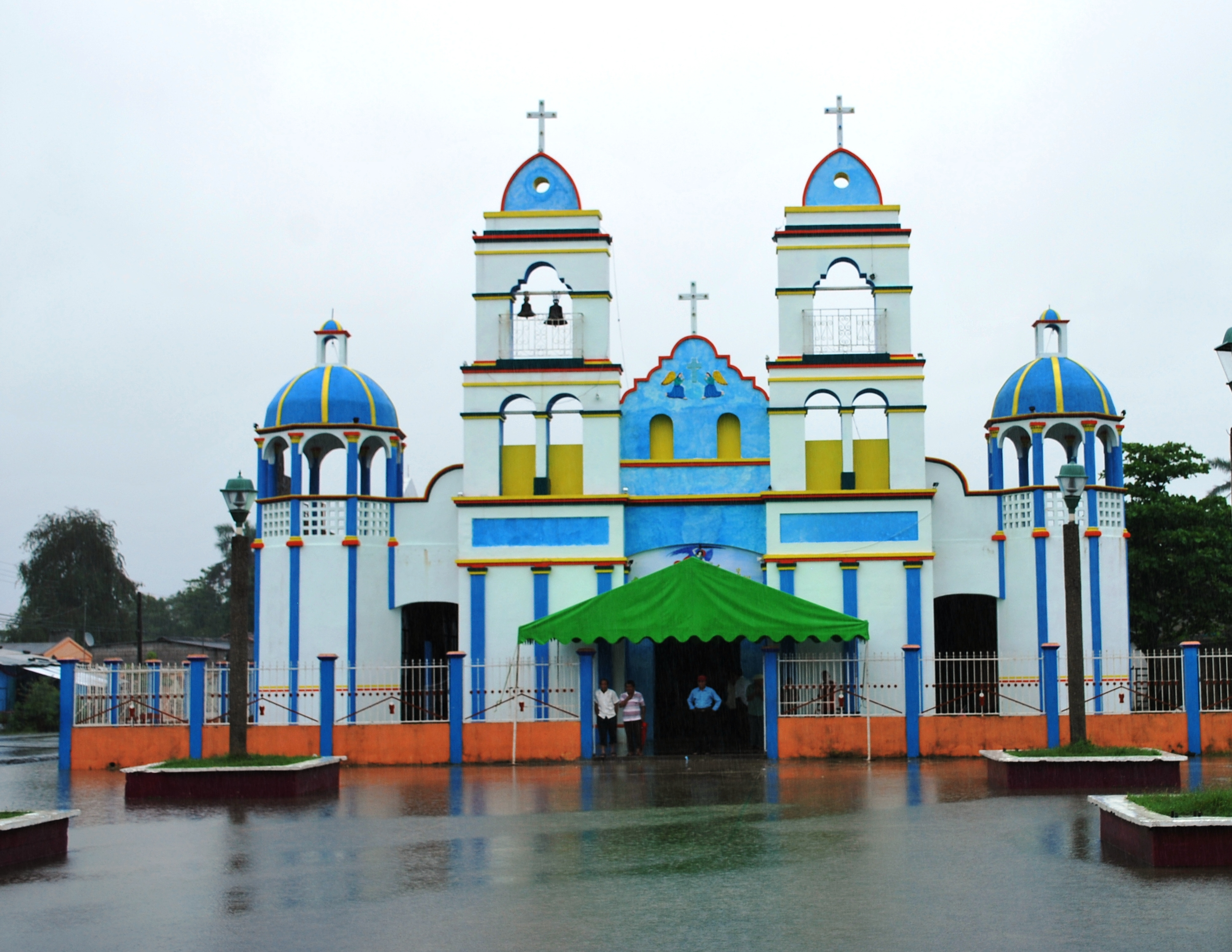
Церковь Архангела Михаила в Аяпе
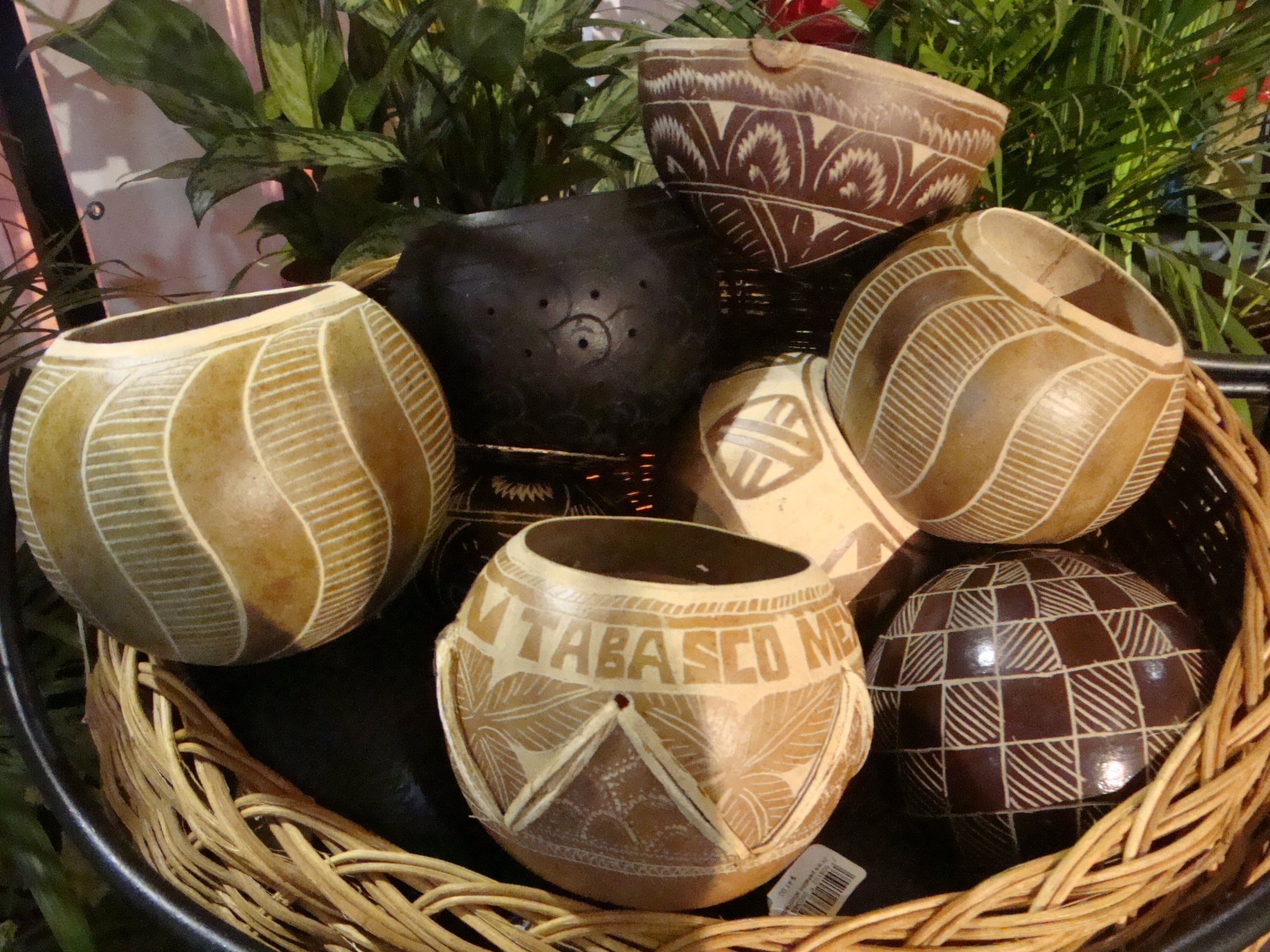
Резные горшки — достопримечательность Хальпа-де-Мендеса